# Charles River
Charles River er en flod i Massachusetts, USA. Den er 129 km lang og slanger sig gennem det østlige Massachusetts, inden den munder ud i Massachusetts Bay i Boston.
Charles River udspringer i Echo Lake og tilføres vand derudover fra omkring firs kilder og bække samtidig med, at den passerer 22 større og mindre byer på sin vej til kysten. Dens fald er blot på 107 m fra udspringet til mundingen, hvilket betyder, at dens løb er meget roligt. Den anvendes derfor i stor udstrækning til rekreative og sportslige formål som roning og sejlads.
Flere store undervisningsinstitutioner ligger ved floden, heriblandt Harvard, Boston University og Massachusetts Institute of Technology. Nær mundingen fungerer floden som afgrænsning mellem Boston og Cambridge, og på denne cirka 27 km lange strækning indgår den i parken Charles River Reservation. Her findes blandt andet en dæmning i floden samt et stort set kunstigt skabt bassin, hvor omkring der findes en rig natur og en esplanade.
42°11′34″N 71°30′43″V / 42.1928°N 71.5119°V